# Kirkmadrine Church

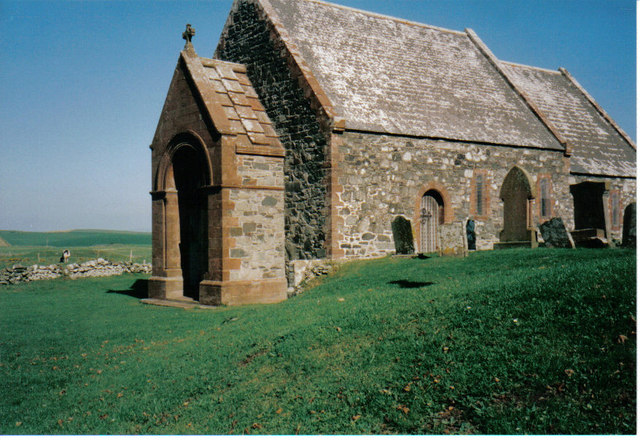
Kirkmadrine Church

Die Kirkmadrine Church ist ein Kirchengebäude nahe der schottischen Ortschaft Sandhead in der Council Area Dumfries and Galloway. 1972 wurde das Bauwerk in die schottischen Denkmallisten in der höchsten Denkmalkategorie A aufgenommen. Des Weiteren ist es als Scheduled Monument klassifiziert.

## Geschichte
Vermutlich handelt es sich um einen seit frühchristlichen Zeiten genutzten Standort. Hierauf deuten Kreuzfunde hin, die auf das 5. bis 6. Jahrhundert datiert werden. Möglicherweise befand sich an diesem Ort gar eine Klosteranlage. Weitere Funde stammen aus dem 8. bis 12. Jahrhundert. Später befand sich dort die Pfarrkirche des umgebenden Parishs. Die heutige Kirkmadrine Church ließ Lady McTaggart Stewart of Ardwell im späten 19. Jahrhundert erbauen. Als Würdigung der langen Kirchengeschichte an diesem Standort gestaltete man die Kirche im mittelalterlichen romanischen Stil.

## Beschreibung
Die Kirche steht isoliert rund zwei Kilometer südwestlich von Sandhead auf der Rhins of Galloway. Das Mauerwerk des länglichen Gebäudes besteht aus Bruchstein mit Natursteineinfassungen und Ecksteinen aus rotem Sandstein. Das rundbögige Hauptportal befindet sich an einem vorspringenden Giebel an der Westseite. Die Türe schließt mit einem Kämpferfenster. Der darüberliegende Giebel ist mit Steinkreuz gestaltet. Mit Ausnahme einer kleineren Türe an der Südseite sind sämtliche weiteren Öffnungen rechteckig. Es sind klare Bleiglasfenster ohne Glasmalerei eingesetzt. Das Gebäude schließt mit einem schiefergedeckten Satteldach.